# Maria Philippi
Maria Philippi   (Basilea, 26 de juny de 1875 - Zúric, 17 de juny de 1944), nom complet Maria Cäcilie Philippi, fou una mezzosoprano suïssa. En la seva ciutat natal estudià amb Emil Hegar, a Frankfurt amb Julius Stockhausen i a París amb Pauline Viardot, Al principi limità l'esfera de la seva activitat a Suïssa; però posteriorment la desenvolupà arreu d'Alemanya, cantant parts molt importants dels oratoris de Bach, Händel, i d'altres compositors famosos.